# Ušní maz

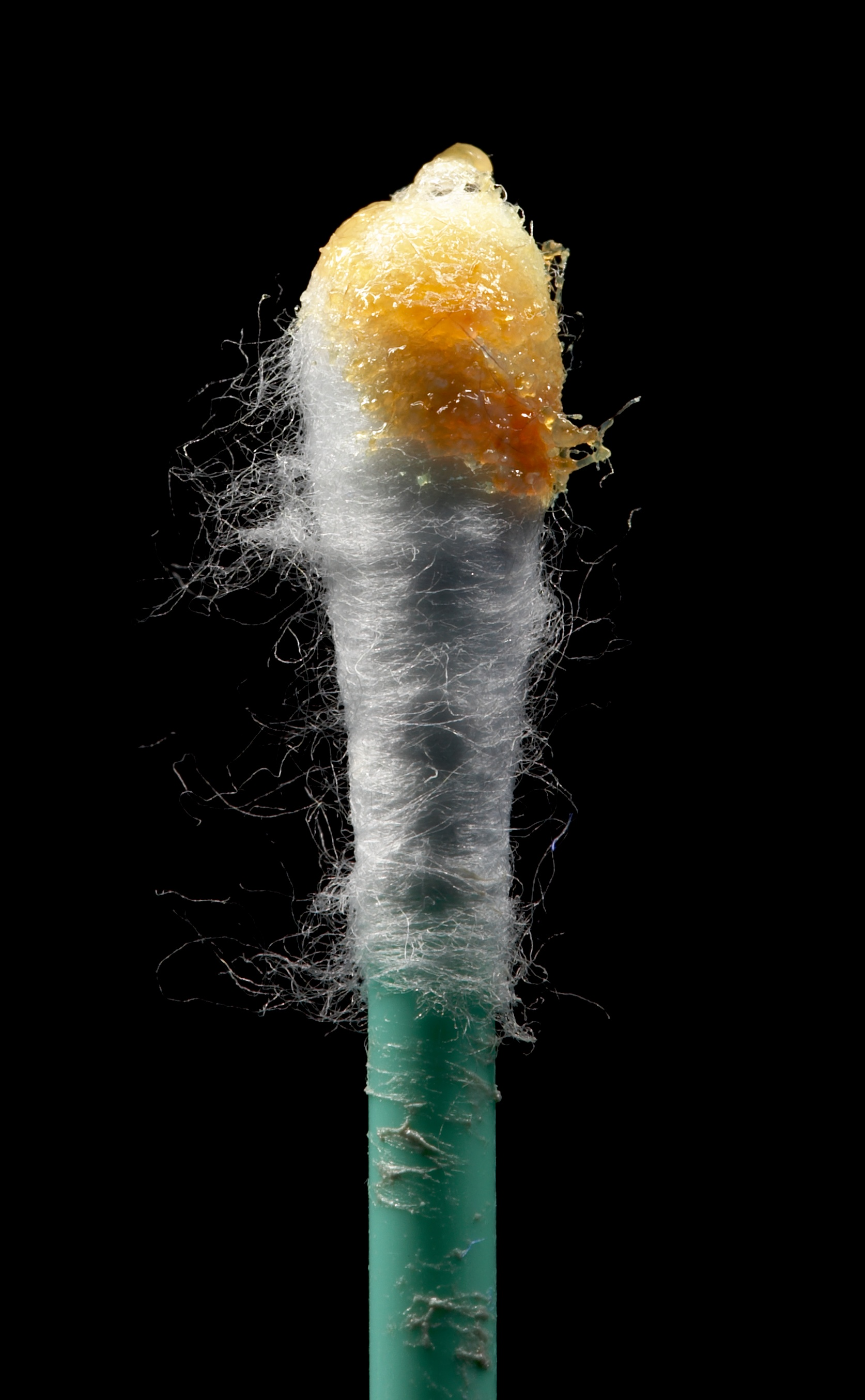
Ušní maz vlhkého typu na tyčince s vatou

Ušní maz (cerumen) je nažloutlá tělní tekutina v uchu lidí a mnoha savců, jejíž úlohou je chránit citlivou kůži vnějšího zvukovodu a vytvářet ochranu proti infekcím. Udržuje v uchu správné prostředí (např. vlhkost).

## Produkce ušního mazu
Ušní maz vzniká smícháním produktů žlázek (hlavně z skvalenu, lanosterolu, cholesterolu), které se nachází v kůži, s odumřelou povrchovou vrstvou kůže, uvolněnými chlupy a do zvukovodu zanesenými nečistotami (např. pyl, prach). Po svém vzniku je maz posouván směrem k zevnímu ústí zvukovodu, kde vypadává.

## Typy
Existují dva odlišné geneticky dané typy ušního mazu: vlhkého typu, který je dominantní, a suchý typ, který je recesivní. Asiaté a domorodí Američané mají většinou suchý typ ušního mazu (našedlý a vločkovitý), ale běloši a Afričané mají tzv. vlhký typ (zlato-hnědý až tmavě hnědý a vlhký). Typ ušního mazu byl používán antropology pro sledování lidských migračních modelů.